# 安泰里沃
安泰里沃（義大利語：Anterivo），是意大利北部博尔扎诺-上阿迪杰自治省的一个市镇，位于其省会博尔扎诺的南方约25公里处。ISTAT代码为021003。

## 地理
于2010年11月30日的人口总计为384人，人口密度34.6人/平方公里，总面积11.1平方公里。
安泰里沃毗邻以下的市镇：卡普里亚纳、卡拉诺、卡斯泰洛-莫利纳迪菲耶姆梅、自然公园内特罗代纳和瓦尔夫洛里亚纳。

## 社会

### 语言分布
根据2011年的人口普查，有87.80%的居民以德语为第一语言，12.20%的居民以意大利语为第一语言。
| 语言     | 1991   | 2001   | 2011   |
| -------- | ------ | ------ | ------ |
| 德语     | 91.69% | 91.44% | 87.80% |
| 意大利语 | 8.31%  | 8.56%  | 12.20% |
| 拉登语   | 0%     | 0%     | 0%     |